# Rezervația Fânațele Clujului
Fânațele Clujului (perimetrele Copârșaie și Valea lui Craiu) este o arie protejată de interes național ce corespunde categoriei a IV-a IUCN (rezervație de tip botanic) aflată în preajma municipiului Cluj-Napoca, cu o vegetație specifică zonelor din Asia și Europa răsăriteană.
Rezervația ocupă 75.000 m2. Solul bogat în carbonat de calciu, relieful accidentat și climatul plăcut au dus la dezvoltarea aici a unei vegetații de stepă, similară celei din partea sudică a Ucrainei. Au fost identificate aici 450 unități sistemice, printre cele mai valoroase numărându-se xerofilele pontice, cele pontico-mediterane, plantele continental-orientale, ș.a.
În rezervație s-a putut întalni vipera de fâneață (Vipera ursinii rakosiensis), actualmente declarată specie dispărută din rezervație. Cercetari îndelungate efectuate de marii herpetologi ai vremii (Bogdan Stugren, Ion Fuhn) au eșuat în a găsi măcar un individ de viperă de fâneață în rezervația de la Cluj după anii '50. Ultimul specimen a fost observat în Bonțida, în apropiere de Cluj-Napoca, în anul 1962. Vipera de fâneață se găsește numai în județul Alba.